# 矛狀七鰓鰻
矛狀七鰓鰻（學名：Lampetra lanceolata），為圓口綱七鰓鰻目七鰓鰻科七鰓鰻屬的一種，被IUCN列為瀕危保育類動物，分布於黑海南部淡水及半鹹水流域，體長可達14.1公分，棲息在沙石底質的溪流，非寄生型，因棲地破壞，導致族群數量受威脅。